# دریاچه ماینیتس
دریاچه ماینیتس (انگلیسی: Maynits) یک دریاچه در ناحیه خودگردان چوکوتکای کشور روسیه است.